# Avenuen (sang)
For vejen avenue - se denne
"Avenuen" er en dansk sang, som blev sunget af Trine Dyrholm. Den lå nummer 1 over flere omgang og tilbragte over 100 uger på singlehitlisten.

## Baggrund
Teksten er skrevet af Anders og Peter Lund Madsen, mens Kim Larsen skrev melodien til showet Mr. Nice Guy, som brødrene Lund Madsen optrådte med sammen med Dyrholm i 2004 på Bellevue Teater.

## Modtagelse
Sangen blev et kæmpe hit, og lå #1 på singlehitlisten i adskillige omgange, og tilbragte i alt 135 uger på listen. Til trods for at være certificeret til platin med et salg på over 16.000 eksemplarer modtog Dyrholm ikke de adskillige platinplader som hun var berettiget da pladeselskabet CMC efter eget udsagn ikke holdt øje med det.

## Personel
- Trine Dyrholm - sang
- Kristian Jørgensen - kontrabas
- Gustaf Ljunggren - akustisk guitar, stålguitar, klaver